# Nychiodes antiquaria
Nychiodes antiquaria là một loài bướm đêm trong họ Geometridae.